# Tagesreise
Tagesreisen sind im Reiserecht Reisen, deren Dauer lediglich einen Tag beträgt. Außerdem wurde der Begriff als historische Entfernungsangabe verwendet.

## Allgemeines
Tagesreisen können zwei unterschiedliche Reisezwecke verfolgen. Einerseits gibt es Tagesreisen mit privatem Motiv, zu ihnen gehören fremdorganisierte oder selbstorganisierte Ausflüge, Butterfahrten, Kaffeefahrten, Radwandern, Rundreisen, Sightseeing oder Wandertouren, die nicht länger als einen Tag dauern. Andererseits gibt es Tagesreisen mit geschäftlichem Motiv, die als Tagesgeschäftsreisen bezeichnet werden (Geschäftsreisen). Es kommt mithin nicht auf den Reisezweck an, sondern ausschließlich auf die Reisedauer.

## Reiserecht
Im Reiserecht der EU-Mitgliedstaaten spricht man vom Rechtsbegriff Tagesreisen, wenn die Reisedauer weniger als 24 Stunden beträgt, keine Übernachtung umfasst und der Reisepreis pro Person unter 500 Euro liegt. Diese Tagesreisen gehören nicht zu den Pauschalreisen (§ 651a Abs. 5 BGB), so dass auf sie das verbraucherfreundliche Reiserecht nicht anwendbar ist. Nicht zu verwechseln ist sie mit dem Tagesausflug, der als Bestandteil einer Pauschalreise gilt.

## Statistik
In der Statistik zählen nur jene Reisen als Reise, deren Reisedauer mehr als fünf Tage beträgt. Aus statistischer Sicht ist die Tagesreise also keine Reise. Tagesreisen sind das wichtigste Marktsegment des deutschen Tourismusmarkts. Eine Bund-Länder-Studie zu Tagesreisen ergab, dass die deutsche Bevölkerung im Zeitraum zwischen Mai 2012 und April 2013 insgesamt 2,947 Milliarden Tagesreisen (davon 17,5 % Tagesgeschäftsreisen; organisierte Tagesausflüge) unternommen hat. Organisierte Tagesreisen werden demnach überdurchschnittlich von älteren (über 60 Jahre alt) Verbrauchern aus Ein-Personen-Haushalten gebucht.

## Die Tagesreise in der Geschichte
Die Tagesreise leitet sich vom militärischen Tagesmarsch her. Sie entsprach auch der Distanz, die ein Trage- oder Zugtier mit Wagen im Verlaufe eines Tages auf bekannten, aber unbefestigten Wegen zurücklegen konnte. Als Tagesreise (oder Tage-Reise) bezeichnete man früher die Wegstrecke, die jemand am Tag zu Fuß oder per Pferd (Tagesritt) zurücklegen konnte, sie schwankte zwischen 10 km und 40 km bzw. zwischen 50 und 60 km. Je nach Umgebung ergaben sich mehr oder weniger stark abweichende Angaben. Für den antiken vorderen Orient wird nach biblischen Berichten von 40 km ausgegangen. So steht in Ex 3,18 : „Und jetzt wollen wir drei Tagesmärsche weit in die Wüste ziehen und dem HERRN, unserem Gott, Schlachtopfer darbringen“. Der jüdische Reisende Benjamin von Tudela legte bei seinen Reisen im 12. Jahrhundert ebenfalls 40 km am Tag zurück. In der arabischen Literatur findet sich die Angabe 6 persische Meilen (34,56 km). Der Hellweg war in Tagesreisen von 15 bis 30 km unterteilt.
Bereits bei den Juden soll eine gemeine Tage-Reise 12.000 Schritte oder 22 italienische Meilen (33 km), eine mittlere Tage-Reise 3.600, die kürzeste am Sabbat 2.000 Schritte betragen haben. Bei den Chinesen besaß die Tagesreise eine Länge von 30.000 Schritten, während die Römer mit 20 italienischen Meilen (29,6 km) rechneten. Sie unterschieden zwischen dem Ort des Wechsels der Transportmittel (lateinisch mutatio) und dem Nachtquartier (lateinisch mansio), wobei die Nachtquartiere eine Tagesreise Abstand voneinander hatten (37 km), während die Wechselorte maximal 18 km Abstand besaßen.
Im Mittelalter rechnete man mit Tagesreisen von 30 bis 40 km für Fußgänger und 50 bis 60 für Reiter. Die Boten kamen auf 100 km und mehr. Es war oft nicht erlaubt, einen Wirtschaftshof im Abstand von mehr als einer Tagesreise von seiner Abtei entfernt zu bauen. Die Ordensregel der Zisterziensermönche bestimmte, dass die Wirtschaftshöfe eines Klosters innerhalb einer Tagesreise zu erreichen sein müssen; so zeigte die Historikerin Martina Schattkowsky, dass die meisten Klosterhöfe des sächsischen Klosters Altzelle im Umkreis von 23 km um die Abtei lagen.
An den vorgesehenen Tageszielen entstanden schon in der Frühzeit Befestigungen, später Burgen und Verwaltungssitze. Oft wurden nach einer halben Tagesreise ebenfalls teilweise befestigte Lagerplätze eingerichtet. Wo Land planmäßig kolonisiert wurde, sind die Wege noch heute nachzuvollziehen. So finden sich im Land Brandenburg in vielen Gebieten – so es die Örtlichkeiten zuließen – an den Straßen Städte im Abstand von etwa 25 km – das Ergebnis der Ostkolonisation im 12. und 13. Jahrhundert. Infolge der Befestigung der Zielorte kam es zur Vernachlässigung der Erschließung der dazwischenliegenden Gebiete: es entstand die klare Struktur von Stadt und Land, wie man sie noch heute vorfindet.
In Kalifornien bauten die Missionare ab 1769 ihre Missionsstationen am El Camino Real eine Tagesreise mit dem Pferd voneinander entfernt. Der El Camino Real folgt in einigen Abschnitten dem U.S. Highway 101. Die im April 1860 gegründete Reiterstafette des Pony-Express überbrückte die Gesamtdistanz von 3.100 km durch 16 bis 36 km voneinander entfernte Zwischenstationen (englisch station), Übernachtungen gab es in größeren Orten (englisch home station). Sie transportierten die Post in einer speziellen Satteltasche (spanisch mochilla, „Rucksack“).
Wird der Begriff Tagesreise heute verwendet, so ist er abhängig von der Reisegeschwindigkeit des Verkehrsmittels. Die Entfernungen können so zwischen 10 und 10.000 km im Flugverkehr schwanken.